# Natuurreservaat Kalix Buiten-Archipel
Het Natuurreservaat Kalix Buiten-Archipel (Zweeds: Kalix Yttre Skärgård Naturreservat) is een Zweeds natuurreservaat, gelegen in de Kalix-archipel in het noorden van de Botnische Golf. Het reservaat van 92 km² bestaat voor bijna 99% uit water. In die brakke zee liggen 21 kleine onbewoonde (rots-)eilandjes, zandbanken etc., die dienen tot voeder- en broedgebied van trek- en zeevogels en uitrustgebied voor zeehonden. Men mag de eilanden dan ook in de zomermaanden niet benaderen. Het natuurreservaat meet grofweg 20 bij 4,5 kilometer. Het geheel maakt deel uit van Natura 2000.